# Camilo José Cela
Pour les articles homonymes, voir Cela.

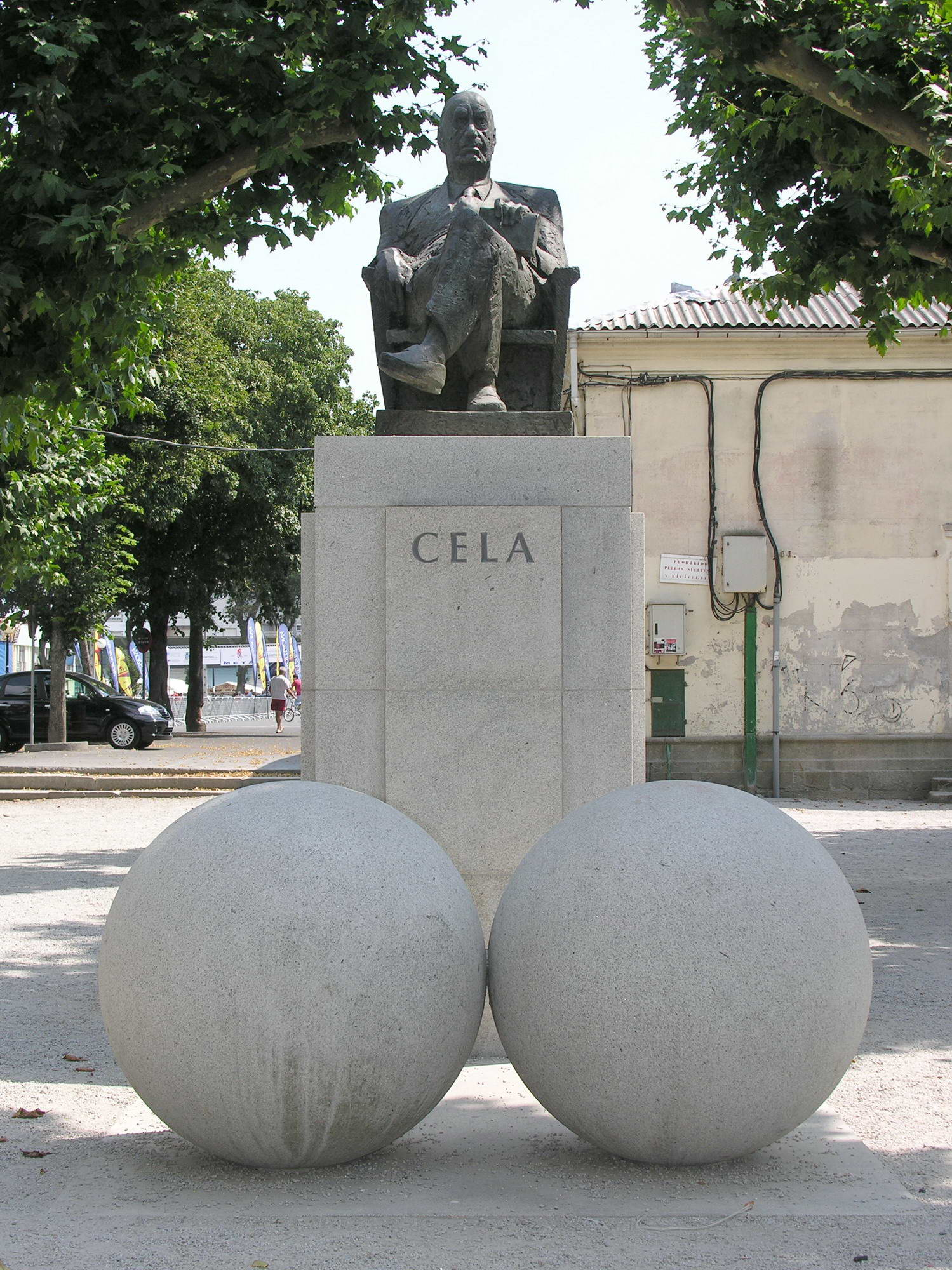
Monument à Camilo José Cela, par à Padrón, sa ville natale.

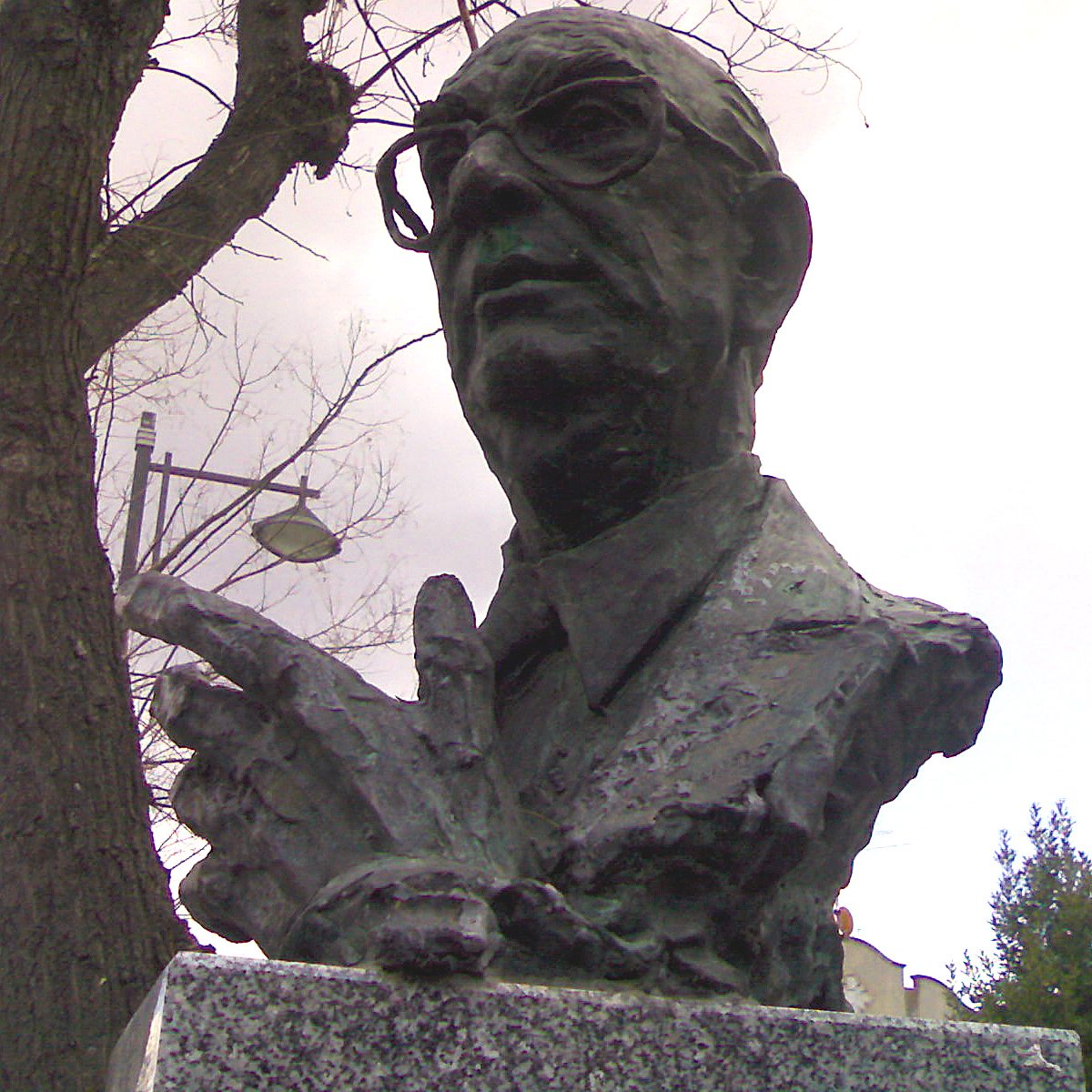
Monument à Camilo José Cela, par, à Guadalajara.

Camilo José Cela, 1er marquis d'Iria Flavia, est un écrivain espagnol né à Padron (Galice, Espagne) le 11 mai 1916 et mort à Madrid le 17 janvier 2002. Romancier, poète et essayiste, il s'est adonné à tous les genres littéraires et a reçu le prix Nobel de littérature en 1989 « pour sa prose riche et intensive qui, avec une compassion contenue, forme une vision provocante de la vulnérabilité de l'Homme ».

## Biographie
En 1931, Camilo José Cela s'installe avec sa famille (son père galicien, sa mère anglo-italienne et ses huit frères et sœurs) à Madrid et suit brièvement des études de lettres et de philosophie à l'Université complutense de Madrid. En 1936, il combat du côté franquiste lors de la Guerre civile espagnole. Postérieurement, il rejette la dictature de Franco et maintient une attitude indépendante envers le régime dont il subit la censure tout en ayant travaillé lui-même un temps, entre 1943 et 1944, comme censeur de presse. À partir de 1954, il réside à Majorque où il fonde la revue littéraire Papeles de Son Armadans qui fait paraître 276 numéros et qui joue un rôle très important dans les lettres espagnoles jusqu'à sa cessation en 1979 : 40 000 pages, 1070 auteurs publiés. Il entre à la Real Academia de la Lengua Española en 1957 et participe en tant que sénateur royal aux Cortes Constituantes, chargées de rédiger la nouvelle constitution de 1978.
Cela publie son premier roman, La familia de Pascual Duarte (La Famille de Pascal Duarte), en 1942, qui est la deuxième œuvre littéraire espagnole la plus traduite au monde après Don Quichotte. Le style de ce roman, d'un réalisme sec et rugueux et d'une grande âpreté, est qualifié de « tremendiste ». Il s'agit de la description, poussée jusqu'à l'extrême, de l'univers sordide et arriéré d'un criminel à peine conscient de ses actes. Ce roman est considéré comme le miroir littéraire espagnol de L'Étranger, le premier roman d'Albert Camus paru la même année. La familia de Pascual Duarte, qui réussit à échapper aux censeurs, marque la renaissance de la vie littéraire espagnole dans un paysage culturel et social désolé par la guerre civile. En effet, de nombreux écrivains, artistes et intellectuels ont été tués ou se sont exilés et la situation économique désastreuse du pays, ainsi que la censure franquiste, entravent l'apparition de nouveaux talents. Dans Pabellón de reposo (Pavillon de repos, 1943), l'auteur évoque à plusieurs reprises la vie au sanatorium où il résida dans sa jeunesse, alors qu'il était tuberculeux.
Son goût prononcé pour l'horrible et les personnages mutilés ou atrophiés (œil de verre, jambe de bois) se retrouve dans ses nouvelles (Noviciado, sortie rue Noviciado, Marcelo Brito, etc.). Ses premiers ouvrages, notamment ses poèmes, très pessimistes et nourris par un penchant certain pour le morbide, évoquent la brutalité et la sécheresse du cadre de vie espagnol.
L'autre œuvre la plus notable de Cela est La Colmena (La Ruche, 1951), description de quelques jours dans la vie morne, grise et pénible de très nombreux personnages (environ trois cents) vivant à Madrid en 1942. Elle est censurée par le régime franquiste et publiée en Argentine.
Tenté par l'avant-garde et les techniques littéraires expérimentales, l'auteur évoque la guerre d'Espagne dans son roman Vísperas, festividad y octava de San Camilo del año 1936 en Madrid (San Camilo, 1936, 1969) qui reflète l'influence de James Joyce et de William Faulkner par l'utilisation du monologue intérieur.
Auteur de plusieurs romans, récits de voyages, poèmes, ouvrages autobiographiques, articles et nouvelles, Camilo José Cela multiplie les recherches d'écriture novatrices tant sur le plan narratif que formel. Les années 1980 lui offrent un nouveau souffle littéraire grâce à des œuvres de fiction comme Los vasos comunicantes (Les Vases communicants, 1981), Mazurca para dos muertos (Mazurka pour deux morts, 1983, qui lui vaut le prix national de Narration) et Cristo versus Arizona (1988), constitué d'une seule et unique phrase de 230 pages.
Pour l'ensemble de son œuvre, Cela reçoit la Creu de Sant Jordi en 1986, le prix Princesse des Asturies en 1987, le prix Nobel de littérature en 1989 et le prix Cervantes en 1995. Il est anobli par le roi Juan Carlos I le 17 mai 1996, avec le titre héréditaire de 1er marquis d'Iria Flavia.
Il fut également satrape du Collège de 'Pataphysique et membre du comité d'honneur de la Maison internationale des poètes et des écrivains.

## Œuvre

### Romans
- La familia de Pascual Duarte (1942) La Famille de Pascal Duarte, traduit par Jean Viet, Paris, Seuil, coll. « Pierres vives » no 22, 1948 ; réédition, Paris, Seuil, coll. « Points. Roman » no 386, 1990  (ISBN 2-02-011564-6) ; réédition, Paris, Seuil, coll. « Points » no 415, 1997  (ISBN 2-02-030648-4)
- Pabellón de reposo (1943)
- Nuevas andanzas y desventuras de Lazarillo de Tormes (1944) Nouvelles Aventures et mésaventures de Lazarillo de Tormès, traduit par Marie-Berthe Lacombe, Paris, Gallimard, coll. « Du monde entier », 1963 ; réédition, Paris, Gallimard, coll. « Du monde entier », 1989  (ISBN 2-07-021300-5) ; réédition, Paris, Gallimard, coll. « L'Imaginaire » no 564, 2008  (ISBN 978-2-07-012028-4)
- La colmena (1951) La Ruche, traduit par Henri L. P. Astor, Paris, Gallimard, coll. « Du monde entier », 1958 ; réédition, Paris, Gallimard, coll. « L'Imaginaire » no 224, 1989  (ISBN 2-07-070772-5)
- Mrs Caldwell habla con su hijo (1953) Mrs. Caldwell parle à son fils, traduit par Luce Moreau Arrabal, Paris, Denoël, coll. « Les lettres nouvelles », 1968 ; réédition, Paris, Denoël, 1989  (ISBN 2-207-23669-2)
- La catira, Historias de Venezuela (1955)
- Tobogán de hambrientos (1962)
- San Camilo, 1936 (1969) San Camilo 1936, traduit par Claude Bourguignon et Claude Couffon, Paris, Albin Michel, coll. « Les grandes traductions », 1974 ; réédition, Paris, Albin Michel, 1989  (ISBN 2-226-000-15-1) ; réédition, Paris, Seuil, coll. « Points. Roman » no 637, 1994  (ISBN 2-02-015912-0)
- Oficio de tinieblas 5 (1973) Office des ténèbres 5, traduit par Claude Bourguignon et Claude Couffon, Paris, Albin Michel, coll. « Les grandes traductions. Domaine espagnol et ibéro-américain », 1978 ; réédition, Paris, Albin Michel, 1989  (ISBN 2-226-00621-4)
- Mazurca para dos muertos (1983) - Prix national de narration Mazurka pour deux morts, traduit par Claude Bourguignon, Paris, Julliard, 1990  (ISBN 2-260-00677-9)
- Cristo versus Arizona (1988) Cristo versus Arizona, traduit par Claude Bourguignon et Claude Couffon, Paris, Julliard, 1993  (ISBN 2-260-00676-0)
- El asesinato del perdedor (1994)
- La cruz de San Andrés (1994)
- Madera de boj (1999)

### Recueils de nouvelles, contes ou fables
- Esas nubes que pasan (1945)
- El bonito crimen del carabinero y otras invenciones (1947) Le Joli Crime du carabinier et autres anecdotes, traduit par Claude Bourguignon et Claude Couffon, Paris, Éditions Souffles, coll. « Nouvelles en tête » no 4, 1989 ; réédition, Paris, LGF, coll. « Le Livre de poche. Biblio » no 3153, 1991  (ISBN 2-253-05584-0)
- El gallego y su cuadrilla y otros apuntes carpetovetónicos (1949)
- Santa Balbina 37, gas en cada piso (1951)
- Timoteo el incomprendido (1952)
- Café de artistas y otros relatos (1953)
- Baraja de invenciones (1953)
- Ensueños y figuraciones (1954)
- El molino de viento (1955)
- El molino de viento y otras novelas cortas (1956)
- Nuevo retablo de don Cristobita. Invenciones, figuraciones y alucinaciones (1957)
- Historias de España. Los ciegos. Los tontos (1958)
- Los viejos amigos (1960)
- Gavilla de fábulas sin amor (1962)
- El solitario y los sueños de Quesada (1963)
- Toreo de salón. Farsa con acompañamiento de clamor y murga (1963) Toreros de salon : farce accompagnée de clameurs et de fanfares, traduit par Antoine Martin, Lagrasse, Verdier, coll. « Faenas », 1989  (ISBN 2-86432-090-8) ; réédition, Paris, Gallimard, coll. « L'étrangère », 1994  (ISBN 2-07-038714-3)
- Once cuentos de fútbol (1963) Onze histoires de football, traduit par André Gabastou, Paris, Bartillat, 1998  (ISBN 2-84100-155-5)
- Izas, rabizas y colipoterras. Drama con acompañamiento de cachondeo y dolor de corazón (1964)
- La familia del héroe (1964)
- Nuevas escenas matritenses (1965)
- El ciudadano Iscariote Reclús (1965)
- La bandada de palomas (1970)
- La mancha en el corazón y los ojos (1971)
- Cinco glosas y otras tantas verdades de la silueta que un hombre trazó de sí mismo (1971)
- Balada del vagabundo sin suerte (1973)
- El tacatá oxidado. Florilegio de carpetovetonismos y otras lindezas (1974)
- Cuentos para después del baño (1974)
- Rol de cornudos (1976)
- La insólita y gloriosa hazaña del cipote de Archidona (1977)
- El espejo y otros cuentos (1981)
- Las orejas del niño Raúl (1985)
- Vocación de repartidor (1985)
- Los Caprichos de Francisco de Goya y Lucientes (1989)
- El hombre y el mar (1990)
- Torerías (1991)
- Cachondeos, escarceos y otros meneos (1993)
- La sima de las penúltimas inocencias (1993)
- La dama pájara y otros cuentos (1994)
- Historias familiares (1999)
- Cuaderno de El Espinar. Doce mujeres con flores en la cabeza (2002)

### Articles et essais
- Mesa revuelta (1945)
- La naranja es una fruta de invierno (1951)
- Mis páginas preferidas (1956)
- Recuerdo de don Pío Baroja (1957)
- Cajón de sastre (1957)
- La obra literaria del pintor Solana (1957)
- La rueda de los ocios (1957)
- Cuatro figuras del 98: Unamuno, Valle-Inclán, Baroja y Azorín (1961)
- Garito de hospicianos o guirigay de imposturas o bombollas (1963)
- Las compañías convenientes y otros fingimientos y cegueras (1963)
- Diez artistas de la escuela de Mallorca (1963)
- Al servicio de algo (1969)
- La bola del mundo. Escenas cotidianas (1972)
- Fotografías al minuto (1972)
- A vueltas con España (1973)
- Los sueños vanos, los ángeles curiosos (1979)
- Los vasos comunicantes (1981)
- Vuelta de hoja (1981)
- Lectura del Quijote (1981)
- El juego de los madroños (1983)
- El asno de Buridán (1986)
- Dedicatorias (1986)
- Conversaciones españolas (1987)
- Páginas escogidas (1991)
- Desde el palomar de Hita (1991)
- El camaleón soltero (1992)
- El huevo del juicio (1993)
- A bote pronto (1994)
- El color de la mañana (1996)

### Récits de voyage
- Viaje a la Alcarria (1948) Voyage en Alcarria, traduit par Marie-Berthe Lacombe, Paris, Gallimard, coll. « Du monde entier », 1961 ; réédition, Paris, Gallimard, coll. « L'Imaginaire » no 609, 2011  (ISBN 978-2-07-013307-9)
- Ávila (1952)
- Del Miño al Bidasoa. Notas de un vagabundaje (1952)
- Cuaderno del Guadarrama (1952)
- Vagabundo por Castilla (1955)
- Judíos, moros y cristianos. Notas de un vagabundaje por Ávila, Segovia y sus tierras (1956)
- Primer viaje andaluz. Notas de un vagabundaje por Jaén, Córdoba, Sevilla, Huelva y sus tierras (1959)
- Páginas de geografía errabunda (1965)
- Viaje al Pirineo de Lérida (1965)
- Madrid. Calidoscopio callejero, marítimo y campestre de Camilo José Cela para el Reino y Ultramar (1966)
- Barcelona. Calidoscopio callejero, marítimo y campestre de Camilo José Cela para el Reino y Ultramar (1970)
- Nuevo viaje a la Alcarria (1986)
- Galicia (1990)

### Poésie
- Pisando la dudosa luz del día. Poemas de una adolescencia cruel (1945)
- El monasterio y las palabras (1945)
- Cancionero de la Alcarria (1948)
- Tres poemas gallegos (1957)
- La verdadera historia de Gumersinda Costulluela, moza que prefirió la muerte a la deshonra (1959)
- Encarnación Toledano o la perdición de los hombres (1959)
- Viaje a U.S.A. o el que la sigue la mata (1965)
- Dos romances de ciego (1966)
- Reloj de arena, reloj de sol, reloj de sangre (1989)
- Poesía completa (1996)

### Théâtre
- María Sabina (1967) — teatro
- Homenaje a El Bosco, I. El carro de heno o el inventor de la guillotina (1969) — teatro
- Homenaje a El Bosco, II. La extracción de la piedra de la locura o El inventor del garrote (1999) — teatro

### Autres publications
- El sótano (1949)
- La cucaña, I. Memorias de Camilo José Cela. La rosa (1959)
- Diccionario secreto. Tomo 1 (1968)
- Diccionario secreto. Tomo 2 (1971)
- Enciclopedia del erotismo (1976)
- La cucaña, II. Memorias de Camilo José Cela. Memorias, entendimientos y voluntades (1993)
- Diccionario geográfico popular de España (1998)

### Anthologie française de nouvelles
- L’Aficionado, traduit par Antoine Martin, Lagrasse, Verdier, coll. « Faenas », 1992  (ISBN 2-86432-147-5)

## Distinctions
- Grand-croix de l'ordre d'Isabelle la Catholique